# Горбань Анатолій Вікторович
Горбань Анатолій Вікторович (2 квітня 1970 р. в м. Кам’янка Черкаської області) - кандидат історичних наук, доцент, член Спілки офіцерів України, дійсний член Асоціації професорів слов’янських країн. Перший проректор Державного університету інфраструктури та технологій [Архівовано 18 квітня 2021 у Wayback Machine.].

## Біографія
Народився 2 квітня 1970 р. в м. Кам’янка Черкаської області.

Після закінчення СЗШ № 2 в м. Чигирин, працював  слюсарем на Чигиринському ремонтно-транспортному підприємстві.

Строкову військову службу проходив на Північному флоті.

Після демобілізації працював керівником ДПЮ у Стецівській середній школі Чигиринського району.

У 1991 р. вступив на історичний факультет Київського педагогічного інституту імені О. М. Горького.

У 2009 році захистив кандидатську дисертацію  на тему: «Український самостійницький рух як форма громадянського протистояння і боротьби проти тоталітаризму (вересень 1939-1940-і роки)», шифр спеціальності 07.00.01 – історія України

У січні 2007 р. почав працювати в Київській державній академії водного транспорту імені гетьмана Петра Конашевича-Сагайдачного (КДАВТ) на посаді помічника ректора та паралельно викладати на кафедрі суспільних дисциплін.

В 2010 р. був призначений першим проректором КДАВТ.

З 2013 р. — помічник-консультант народного депутата України VII та VIII скликань (на громадських засадах).

З 2014 р. — член Громадської науково-консультативної ради при Вищій кваліфікаційній комісії суддів України, член Спілки офіцерів України.

З 2015 р. є дійсним членом Асоціації професорів слов’янських країн.

29 серпня 2024 р. — Віце-академік Академії технічних наук України.

## Нагороди
- Нагрудний знак "За значний внесок в розвиток національної системи підготовки та дипломування моряків" Інспекції з питань підготовки і дипломування моряків [Архівовано 17 квітня 2021 у Wayback Machine.] Міністерства транспорту України (наказ №278к від 08.06.2010)
- Медаль «10 років ВГО» Український інститут воєнної історії [Архівовано 20 січня 2021 у Wayback Machine.]
- Медаль «День працівника освіти» Інституту історичної освіти НПУ ім. М. П. Драгоманова
- Орден УПЦ Святителя Миколая Чудотворця
- Подяка ректора КДАВТ
- Почесна грамота Кабінету Міністрів України за вагомий внесок у забезпечення розвитку вітчизняної освіти та високий професіоналізм (наказ КМУ №24167 від 27.03.2013)
- Подяка Київського міського голови за вагомий особистий внесок у підготовку висококваліфікованих фахівців для галузі водного транспорту України, високу педагогічну майстерність та багаторічну сумлінну працю (наказ №91075 від 17.11.2014)
- Подяка Управління екології та природних ресурсів виконавчого органу Київської міської ради (Київської міської державної адміністрації) за активну участь у благоустрої міста Києва, вклад в екологічне виховання підростаючого покоління та з нагоди святкування всесвітнього дня охорони навколишнього середовища (наказ №69-к від 25.05.2018)
- Почесна відзнака Асоціації портів України "Укрпорт" за багаторічну плідну роботу, значні трудові досягнення, високий рівень професіоналізму, вагомий особистий внесок у розвиток морського і річкового транспорту та портів України (витяг з протоколу №62 від 16.09.2018 р. засідання Ради Асоціації портів України "Укрпорт")
- Подяка Міністерства освіти і науки України (наказ МОНУ №128-к від 27.03.2019)
- Подяка Міністерства інфраструктури України (наказ №31-О від 06.05.2019)
- Почесний знак "За розвиток соціального партнерства" Федерації професійних спілок України (наказ №1308 від 04.02.2020)
- Грамота Міністерства освіти і науки України (наказ МОНУ № 150-к від 15 червня 2020 р.)
- Грамота Верховної Ради України
- Почесна грамота Міністерства освіти і науки України (наказ МОНУ №25-к від 03 лютого 2022 р.)

## Благодійність
Під патронатом Анатолія Вікторовича була проведена низка успішних благодійних акцій зі збору коштів для будинку дитини «Малятко» м. Ворзеля Київської області та лікарні для дітей з онкологічними захворюваннями м. Житомира.

З початком АТО на Сході України особисто взяв участь у закупівлі бронежилетів та тепловізорів, зимового та літнього обмундирування, мобільних телефонів та рацій, пересувної електростанції та перевізної бані, автомобілів для бійців; став ініціатором низки зустрічей студентів академії з волонтерами та бійцями.

## Наукові роботи
Підручники та навчальні посібники
- Судновий моторист 2 клас. Вид. 3-є, перероб. І доп. – Миколаїв: Друкарня ТОВ «Барви України», 2010. – 506 с. Співавтори: Панін В.В., Носовський А.М., Корнієцький О.В., Носенко В.М.
- Кримінологія: навчальний посібник. К.: Знання, 2012. – 565 с. – (Вища освіта ХХІ століття). Співавтори: Михайлов О.Є., Міщук В.В.
- Судовий електри. Учебное издание Николаев: Типография ЧП Корж В.В., 2013. – 384 с. Реком. МОН України (Лист № 1/11-10612 від 26.06. 2013 р.) Співавтори: В.В. Панін, А.Н. Носовский, А.В. Корниецкий, А.А. Чуйко, В.М. Носенко
- Матрос морского судна. Учебное издание Николаев: Типография ЧП Корж В.В., 2013. – 536 с. Реком. МОН України (Лист № 1/11-10613 від 26.06. 2013 р.) Співавтори: В.В.Панін, А.Н. Носовский, А.В. Корниецкий, Г.Г. Москаленко, В.М. Носенко
- Судовий моторист. Учебное издание Николаев: Типография ЧП Корж В.В., 2013. – 548 с. Реком. МОН України (Лист № 1/11-10615 від 26.06. 2013 р.) Співавтори: В.В. Панін, А.Н. Носовский, А.В. Корниецкий, В.М. Носенко
- Подготовка командного и рядового состава для работы на судах Ро-Ро и пассажирских судах. Николаев: Типография ЧП Корж В.В., 2013. Співавтори: В.В. Панин, А.Н. Носовский, А.С. Кулинченко, А.В. Корниецкий, Н.В. Лукин, В.М. Носенко
- Подготовка офицеров охраны судна. Методическое пособие Николаев: Типография ЧП Корж В.В., 2013. -88с. Співавтори: А.Н. Носовский, В.В. Панин, А.В.Корниецкий, Г.Г. Москаленко
- Сучасні концепції трансферу знань: навч. посіб. / В.В. Панін, О.В. Садовой, А.В. Горбань та ін.; за заг. ред. В.В. Паніна. К.: Міленіум, 2016. 262 с.
- Особливості системного підходу до вирішення наукових завдань експлуатації суднового обладнання: підручник для слухачів, курсантів та студентів ВНЗ / В.І. Богомья, А.В. Горбань., М.А. Павленко, О.І. Тимочко, О.М. Тимощук; заг. ред. О.М. Тимощук. Київ: ДУІТ, 2018. 305 с.
- Моделювання та оптимізація інформаційних систем в судноводінні: підручник. Київ: ДУІТ, 2019. – 314 с. – (ДУІТ). Співавтори: Тимощук О.М. Кравченко Ю.В., Богом’я В.І.
- Основи економічних знань для інженерів флоту. Навчально-методичний посібник для самостійної роботи студентів  / Горбань А.В., Шевчук В.О.. Київ: ДУІТ, 2021. 92 с.

Монографії
- Український самостійницький рух як форма громадянського протистояння і боротьби проти тоталітаризму (вересень 1939 – 1940-і роки): монографія. Черкаси: «Вертикаль», видавець ПП Кандич С.Г., 2016. 328 с.
- Потенціал транспортних підприємств: сутність, чинники формування та перспективи розвитку: монографія. / О.Є. Бабина, С.М. Боняр, А.В. Горбань, О.О. Карпенко, Т.Б. Семенчук. К., ДУІТ, 2019. 112 с.
- Транспорт України у другій половині ХХ ст.: монографія. К., ДУІТ, 2019. 304 с.
- Матеріально-технічна база транспорту України, кадри та трудові ресурси галузі (1960 – 1980-і рр.): монографія. К., ДУІТ, 2019. 116 с.

Наукові публікації у періодичних виданнях, які включені до  наукометричних баз Scopus або Web of Science Core Collection:
- Problems of the efficiency increasing of transportation by air of Ukrainian SSR (1960-1980). Baltic Journal of Economic Studies, Vol. 1 (2015) № 2 November. Riga: Izdevnieciba «Baltija Publishing». рр. 40-45. (НМБД Emerging Sources Citation Index (ESCI) by Web of Science)
- Problems transport complex staffing of Ukraine SSR in 1960-1980. Baltic Journal of Economic Studies, Vol. 2 (2016) № 3 July. Riga: Izdevnieciba «Baltija Publishing». рр. 54-59. (НМБД Emerging Sources Citation Index (ESCI) by Web of Science)
- Investigation of the dynamic loading of a body of passenger cars during transportation by rail ferry. // «EUREKA: Physics and Engineering» Number 4 2019. Співавтори: Alyona Lovska Oleksij Fomin Valentyna Radkevych Pavel Skok Inna Skliarenko

Наукові статті
- Радянізація суспільного укладу селянства східної Німеччини (1944-1953 рр.). // Газета «Історія України» № 17 травень 2002. – С. 7-9
- Збройна боротьба військових угруповань українського національно-визвольного руху з нацистським та радянським режимом у 40-х роках ХХ ст. // Вісник Академії праці і соціальних відносин Федерації профспілок України. Науково- практичний збірник 4/2006.  – С. 137-142
- Процес переходу до підпільних форм боротьби з метою реалізації державотворчої програми ОУН (Б) у світлі репресивних заходів нацистської влади. // Сторінки воєнної історії України: Зб. наук. статей / НАН України. Ін-т історії України. – К.: 2006. –  Вип. 10. – Част. 2.– С. 37-44
- Український національно-визвольний рух в 1920-х – 1930-х рр.: етапи становлення. // Історія України. Маловідомі імена, події, факти. (Збірник статей). Випуск 33. – К.: Інститут історії України НАН України, 2006. – С. 158-166
- Компаративний аналіз націоналістично-визвольного руху за умов окупації України тоталітарними державами (1939-1945): проблеми історіографії. // Вісник Академії праці і соціальних відносин Федерації профспілок України. Науково-практичний збірник 1/ 2007. – С. 166-169
- Громадянський і етнополітичний конфлікт в Україні: передумови та наслідки 1943-1945 років. // Гілея (науковий вісник): Збірник наукових праць. К.: 2009. – Вип. 23. – С. 102-109
- Окупаційна політика німецького режиму як детермінаційний чинник суспільних антагонізмів (1941 – 1942 рр.). // Сіверянський літопис. Всеукраїнський науковий журнал. – № 2-3 (86-87). –  2009. – С. 84-89
- Тактика і стратегія самостійницьких сил у контексті громадянського протистояння та боротьби з тоталітаризмом в Україні (1941-42 рр.) // Культура народов Причерноморья. . – № 162. – 2009. – С. 108-111
- Система вищої освіти в умовах глобалізації // Економічний вісник університету. Збірник наукових праць учених та аспірантів. Випуск 16/2. – Переяслав-Хмельницкий, 2011. – С. 59-62. Співавтори: Шевчук В.О.
- Історія підготовки кадрового складу органів внутрішніх справ в Україні // Гілея: науковий вісник. Збірник наукових праць. К.: ВІР УАН, 2011. – Випуск 47.– С. 100-104
- Моторист (машиніст) рефрижераторних установок ІІ класу // Миколаїв: друкарня ТОВ «Барви України»,  2011. – 156 с. Співавтори:Панін В.В., Носовський А.М., Корніецький О.В., Носенко В.М.
- Витоки започаткування вищої освіти в країнах Європи. // Гілея: науковий вісник. Збірник наукових праць  К.: ВІР УАН, 2011. – Спецвипуск. – С. 167-172
- Лібералізація правоохоронних органів української РСР (1953-1969 рр.): передумови, зміст і наслідки. // Гілея: науковий вісник. Збірник наукових праць К.: ВІР УАН, 2012. – Випуск 57 (№ 2). – С. 116-121
- Становлення та розвиток системи освіти в Україні у 1920-1930-х роках. // Гілея: науковий вісник. Збірник наукових праць  К.: ВІР УАН, 2012. – Випуск 58 (№ 3). – С. 104-109. Співавтори: Шевчук В.О.
- Реквізиція вінницької повітової земської лікарні ім. М.М. Пирогова Австро-Угорською військовою адміністрацією (червень-липень 1918). // Наукові записки ДПУ ім. М.Коцюбинського. Вип. 20. Серія: Історія: Збірник наукових праць. – Вінниця, 2012. – С. 83-88. Співавтори: Герасимов Т.Ю.
- Розвиток фізкультурно-спортивного руху в селах Вінниччини в 1948-1949 рр.. // Наукові записки ДПУ ім. М. Коцюбинського. Вип. 20. Серія: Історія: Збірник наукових праць. – Вінниця, 2012. – С. 220-223. Співавтори: Лозовик М.П., Романюк І.М.
- Розвиток мореплавства на Чорному морі за часів Київської Русі. // Історичні записки: Збірник наукових праць. – Випуск 33. – Луганськ: Східно-український національний університет ім. Володимира Даля, 2012. – С. 46-53
- Сучасний стан кримінології як науки. // Вища школа: Журнал. – Випуск 8. – К.: Знання 2012. – С. 37-41. Співавтори: Міщук В.В.
- Радянізація західних та південно-західних областей України і суспільний опір радянській владі (1939-1941 рр.). // Воєнна історія. – К., 2012. № 3 (63). – С. 5-19.
- Українська повстанська армія: форми та методи боротьби за самостійницькі пріоритети. // Воєнна історія. – К., 2012. № 4-6 (64-66). – С. 22-36.
- Економічні особливості післявоєнної відбудови автомобільних шляхів УРСР. // Збірник наукових праць Державного економіко-технологічного університету транспорту: Серія «Економіка і управління». – Вип. 21-22. – Ч.2. – ДЕТУТ, 2012. – С. 118-129
- Проблема підвищення ефективності перевізної роботи залізничного транспорту (1960-1980 рр.). // Водний транспорт Збірник наукових праць.  – К.: КДАВТ, 2013. - № 1(16) – С. 63-71
- Ментальные этнические ценности как фактор межнационального сотрудничества. // «Nowruz – parahatçylygyn we ynsanperwerligin bayramy» atly halkaia maslahatyn nutuklarynyn gysgaça beyany. – A.: Ylym, 2013. – С. 532-533. Співавтори: Великочий В.
- Проблеми розвитку матеріально-технічної бази річкового транспорту в умовах гідротехнічного будівництва на Дніпрі (1950-1980 рр.). // Водний транспорт Збірник наукових праць.  – К.: КДАВТ, 2013. - № 2(17) – С. 239-247
- Принципы управления качеством в системе высшего образования. // ОРАЛДЫҢ ҒЫЛЫМ ЖАРШЫСЫ: Научно-теоретический и практический журнал. – Уральск: ЖШС «Уралнаучкнига», 2013. - № 11 (59) 2013. – С.71-76. Співавтори: Шевчук В.О.
- Розвиток матеріально-технічної бази повітряного транспорту України. // Вісник Національного авіаційного університету. Науковий журнал № 2 (55) 2013, – С.123-128.
- Гуманизация образования и демократический стиль педагога. // Сборник научных статей. Формиране на гражданина и профе-сионалиста в условията на университетското образование. Втора книга. Издательство «ЕКС-ПРЕС» Габрово, 2013, – С. 56-58.
- Аналіз ринку вищої освіти в Україні за 2000-2013 роки. // Science and Education a New Dimension: Humanities and Social Science. 2013, Vol. 6. – Budapest, 2013. – p. 98-103. Співавтори: Шевчук В.О.
- Залізничне будівництво на Вінниччині в другій половині ХІХ – на початку ХХ ст. // Вінниччина: минуле та сьогодення. Краєзнавчі дослідження. – Вінниця,  2013. – С. 278-283. Співавтори: Міщук Я.В.
- Українсько-польський конфлікт 1943 року: причини та наслідки // Воєнна історія. – К., 2013. № 3 (69). – С. 13-19.
- Условия формирования профессиональной деятельности будущих специалистов водного транспорта. // Edukacja ku przyszlosci tom 4 Wyzwania I zaniechania w ksztalceniu doroslych. Siedlce 2014. – С. 67-72.
- Осуществление профориентации с целью выявления способностей учащихся и выработки обоснованных рекомендаций по выбору ими будущей профессии // Асоциация на професорите от славянските страни (АПСС) – 2014. Сборник с научни доклади том първи. Издательство «ЕКС-ПРЕС» - Габрово, 2014 – С. 274-278. Співавтори:  Тимощук О.М., Скляренко І.Ю.
- Основні тенденції розвитку й функціонування транспортної мережі Української РСР (1960-1980 рр.). // Збірник наукових праць Державного економіко-технологічного університету транспорту: Серія «Економіка і управління». – Вип. 28. – К.: ДЕТУТ, 2014.
- Особливості післявоєнної відбудови річкового транспорту УРСР. // Водний транспорт Збірник наукових праць.  – К.: КДАВТ, 2014. - № 3(21) – С. 71-76
- Organisation und management system der fachhochschule KSMA Journal L’Association 1901 “SEPIKE” Edition 07 2014. – C 17-19
- Особливості розвитку та використання автопарку УРСР у 1950-х рр. // Вісник Національного транспортного університету. Серія «Технічні науки». Науково-технічний збірник. Випуск 1 (31), 2015 – С. 118-125.
- Специфіка перевезень і виконання робіт повітряним транспортом УРСР та їх динаміка у 1960—1980 рр. // Водний транспорт Збірник наукових праць.  – К.: КДАВТ, 2015. - № 2(23) – С. 110-115
- Розвиток централізованих перевезень в УРСР  та їх значення у взаємодії різних видів транспорту (1950-1980 рр.). // Науковий журнал. Вісник Одеського національного університету. Серія: Економіка Том 20. Випуск 5. 2015. – С. 14-19
- Здійснення технічної реконструкції на автомобільному транспорті УРСР (1960-1980 роки). // Науковий вісник Херсонського державного університету. Серія Економічні науки Випуск 15. 2015. – С.43-48
- Проблеми використання автомобільного транспорту УРСР (1960-1980 рр.). // Науковий вісник Полтавського національного технічного університету імені Юрія Кондратюка. №6 (55). 2015. – С. 52-58
- Розвиток вантажних та пасажирських перевезень на річковому транспорті УРСР. Науковий вісник Херсонського державного університету. Серія Економічні науки. Херсон, 2015. Випуск 10. Частина 2. С. 29-32.
- Трудові ресурси автомобільного транспорту української РСР (1960-1980 рр.). Вісник Одеського національного університету. Серія: Економіка. 2015. Том 20, Випуск 1(1). С. 45-48.
- Повоєнна відбудова повітряного транспорту УРСР. Глобальні та національні проблеми економіки: електронне наукове фахове видання. Миколаївський національний університет імені В.О. Сухомлинського, 2015. Випуск № 7. С. 310-312.
- The problems of coordination and cooperation of the braches of transport complex in Ukrainian SSR (1970-1980 gg). Eureka: Social and Humanities. Tallinn, 2016. Number 6. рр. 55-61.
- Системний підхід до управління вищим навчальним закладом. Економічний вісник університету. Збірник наукових праць учених та аспірантів. Переяслав-Хмельницький: ДВНЗ «П-Х ДПУ ім. Г.Сковороди», 2016. Вип. 29/2. С. 53-57.Співавтори: Шевчук В.О.  (Фахове видання, НМБД РІНЦ)
- Проблеми підвищення ефективності перевезень повітряним транспортом УРСР (1960-1980 рр.). Водний транспорт. Збірник наукових праць. К.: КДАВТ, 2016. № 2(25). С. 83-88. (НМБД РІНЦ, Index Copernicus)
- Транспортне освоєння малих річок УРСР у післявоєнний період (друга половина 1940-1950-ті рр.). Водний транспорт. Збірник наукових праць. К.: КДАВТ, 2016. № 1(24). С. 56-63. (НМБД РІНЦ, Index Copernicus)
- Формування мережі вдосконалених автомобільних шляхів в УРСР (1960-1980). // Науковий вісник Ужгородського національного університету. Серія «Міжнародні економічні відносини та світове господарство» – Ужгород, 2016. Випуск 9 – С. 25-30
- Horban, A // Investigation of the dynamic loading of a body of passenger cars during transportation by rail ferry  / Lovska, A., Fomin, O., ...Skok, P., Skliarenko, I.// EUREKA, Physics and Engineering, 2019, 2019(4), pp. 91–100
- Anatoliy, Horban // The dynamic loading analysis of containers placed on a Flat Wagon during shunting collisions / , Oleksij, F., Alyona, L., Valentyna, Radkevych., Skliarenko, I.ARPN Journal of Engineering and Applied Sciences, 2019, 14(21), pp. 3747–3752
- Horban, A. // Historical Milestones in the Development and Creation of Radio Frequency Inductively Coupled / Strelko, O., Berdnychenko, Y., Pylypchuk, O., ...Sorochynska, O., / Plasma Torches 2021 IEEE 3rd Ukraine Conference on Electrical and Computer Engineering, UKRCON 2021 - Proceedings, 2021, pp. 578–583
- Horban, A. //  Historical aspects of construction and operation of train ferry routes /Fomin, O., Lovska, A.// History of Science and Technology, 2021, 11(2), pp. 351–382
- Горбань А.В. Інтегральне оцінювання ризиків виникнення надзвичайних ситуацій у морських перевезеннях // Водний транспорт. Збірник наукових праць Державного університету інфраструктури та технологій. – К.: ДУІТ, 2022. – Випуск 2(36). – С. 5-19 https://doi.org/10.33298/2226-8553.2022.2.36
- Anatolii Horban // Analysis of the history of creation and improvement of personal protective equipment: from bronze armor to modern bulletproof vests / Oleh Strelko/ History of science and technology, 2023, vol. 13, issue 1. Р. 201-222. https://www.hst-journal.com, DOI:10.32703/2415-7422-2023-13-1
- Horban, A, // Forecasting and Modeling of the Consequences of Transport Events During the Transportation of Dangerous Goods by Rail Transport. / Yurchenko, O., Strelko, O., Rudiuk, M.,., Bernatskyi, A In: Arsenyeva, O., Romanova, T., Sukhonos, M., Biletskyi, I., Tsegelnyk, Y. (eds) Smart Technologies in Urban Engineering. STUE 2023. Lecture Notes in Networks and Systems, vol 807. Springer, Cham. https://doi.org/10.1007/978-3-031-46874-2_33

https://link.springer.com/chapter/10.1007/978-3-031-46874-2_33#citeas
- Anatoliy Horban// Main routes for improving the efficiency of maritime transport in the face of negative externalities / Olha Petrenko, Larysa Raicheva, , Іryna Tykhonina, Alina Nechyporuk, Ruslana Sodoma AD ALTA: Journal of interdisciplinary research P.47-51, 2023 ISSN 1804-7890, ISSN 2464-6733 (ONLINE)
- Horban A.// Modeling the Impact of Technology and Arranging Commuter Passenger Transportation by Competing Modes of Transport Lecture / Hrushevska, T., Strelko, O.,  Soloviova, L., Soloviova, O.Notes in Networks and Systems, 2023, 536 LNNS, pp. 717–728
- Анатолій Горбань // Construction of a simulation model of goods delivery in international road transportation taking into account the functioning efficiency of logistics supply chain / Євгеній Лебідь; Наталія Лужанська; Ірина Лебідь; Олександр Мазуренко; Інеса Гальона; Ірина Михайленко; Ievgen Medvediev; Тетяна Сотнікова /// Eastern-European Journal of Enterprise Technologies 2023-06-30 | Journal article
- Hrushevska, T., Strelko, O., Horban, A., Soloviova, L., Soloviova, O. Modeling the Impact of Technology and Arranging Commuter Passenger Transportation by Competing Modes of Transport Lecture Notes in Networks and Systems, 2023, 536 LNNS, pp. 717–728
- Hrushevska, T., Strelko, O., Horban, A., Soloviova, L., Soloviova, O. Modeling the Impact of Technology and Arranging Commuter Passenger Transportation by Competing Modes of Transport Lecture Notes in Networks and Systems, 2023, 536 LNNS, pp. 717–728
- Olha Petrenko, Larysa Raicheva, Anatoliy Horban, Іryna Tykhonina,  Alina Nechyporuk, Ruslana Sodoma // Main routes for improving the efficiency of maritime transport in the face of negative externalities AD ALTA: Journal of interdisciplinary research P.47-51, 2023
- Oleh Strelkoa, Borys Toropova, Anatolii Horbana, Tetiana Hrushevskaa, Artemii Bernatskyi / Some Issues of the Project Analysis of Options for the Implementation of European Standard Railways in Ukraine //Transactions on Transport Sciences 2024, 15(1) Р. 64-70 | DOI: 10.5507/tots.2023.023
- Горбань А.В. Курило В.І., Собовий О.М. Правове регулювання відносин щодо реалізації інфраструктурних проектів для сільських територіальних громад// // Міжнародний науковий журнал "Інтернаука". Серія: "Юридичні науки". — 2023. №1(59)

Тези доповідей
- Стан системи освіти в Україні в повоєнний період. // Материали за 7-а  международна научна практична конферен-ция», - 2011 (17-25 февруари 2011 г.), Том 11, Психология и социология. История. – София: «Бял ГРАД-БГ» ООД, 2011. – С. 73-76 Співавтори: Шевчук В.О.
- Освітній франчайзинг: постановка питання. // Materiały VIII Międzynarodowej naukowi-praktycznej konferencji «Naukowa myśl informacyjnej powieki – 2012» (07-15 marca 2012 roku) Volume 5. Ekonomiczne nauki.: Przemyśl. Nauka i studia. Співавтори: Шевчук В.О.
- Педагогика, педагогическая психология и образование: современные тенденции и эволюционный опыт развития. // Сборник материалов ежегодной международной научной конференции, 27-28 февраля 2013 г., Беларусь, г. Минск. – Вып. 1. – Киров: МЦНИП, 2013. – 100 с.
- Система управління якістю підготовки фахівців у сфері вищої освіти. Менеджмент суб’єктів господарювання: проблеми та перспективи розвитку: зб. Матер. I Міжнар. Науково-практ. Конф. (20–21 черв. 2013 р.) – Житомир: ЖДТУ, 2013. – С.284-286. Співавтори: Шевчук В.О.
- Основні проблеми та перспективи розвитку водного транспорту України. Матеріали міжнародної науково-практичної конференції 20-22 лютого 2013 р. – К.: КДАВТ, 2013. – С. 61-63
- Проблеми менеджменту в сучасній системі освіти. Фінансова система України: проблеми та перспективи розвитку в умовах трансформації соціально-економічних відносин: збірник тез доповідей Міжнародної науково-практичної конференції, 16-18 травня 2013 р., м. Севастополь / Севастопольський інститут банківської справи Національного банку України; Таврійський національний університет імені В.І.Вернадського. – Сімферополь: ДІАЙПІ, 2013. – С.79-81. Співавтори: Шевчук В.О.
- До питання про будівництво та реконструкцію автошляхів в Україні у 50-х рр. ХХ ст. Матеріали міжнародної науково-практичної конференції, присвяченої 75-річчю Ізмаїльського державного гуманітарного університету, 15-17 жовтня, 2015. Том І: Історія. Економіка. Педагогіка. Ізмаїл: РВВ ІДГУ; «СМИЛ», 2015. С. 26-28.
- Людський капітал в умовах інноваційної економіки. Areas of scientific thought – 2014/2015: Materials of the XI International scientific and practical conference, December 30, 2014 – January 7, 2015. Sheffield: Science and education LTD, 2014/2015. Volume 6. Economic science. Governance. рр. 22-25. Співавтори: Шевчук В.О.
- Историография и источники исследования развития учебных заведений Министерства путей сообщения в Украине (1922-1964г.г.). // News of science: Proceedings of materials the international scientific conference. Czech Republic, Karlovy Vary - Russia, Moscow, 30-31 August 2015 [Electronic resource] / Editors prof. N.P. Nesgovorova, M.R. Jakimov, V.A. Gur'eva, O.L. Rybakovskij. Title from disc label. № 74. – С.128-139.
- Системний підхід до управління вищим навчальним закладом. // Международная научно-практическая конференция «Условия экономического роста в странах с рыночной экономикой. Переяслав-Хмельницкий 28-29 апреля 2016 г. Співавтори: Шевчук В.О.
- Історичний досвід становлення і розвитку транспортної системи України в повоєнний період. // Міжнародна науково-практична конференція «ІІ Дунайські наукові читання духовно-творча константа особистості» Ізмаїльський державний гуманітарний університет. Ізмаїл. 2016
- Проблеми координації та взаємодії галузей транспортного комплексу УРСР (1970-1980 рр). // International scientific and practical conference “World Science”  Proceedings of the III International Scientific and Practical Conference  “Tropical Problems of Modern Science and Possible Solutions (September 28-29, 2016, Dubai,UAE) № 10 (14), October 2016
- Державне регулювання розвитку транспортної системи України. Матеріали І Всеукраїнської науково-практичної конференції «Теоретичні та прикладні аспекти впливу держави на економіку України» 20 грудня 2017 року / укл. Підопригора Л.А. К.: Вид-во НПУ імені М.П. Драгоманова, 2017. С. 20-25. Співавтори: Шевчук В.О.
- Прикладні аспекти застосування пасивних радіотехнічних комплексів до вирішення задач контролю водних акваторій // Новітні технології. 2017. Вип. 2(4). C. 87–99. Співавтори: Тимощук О.М., Коломієць О.М.. Дакі О.А.
- Верифікація технології експертного визначення уступки між вартістю та ефективністю системи навігації та управління рухом. // Новітні технології. 2018. Вип. 1(5). C. 29–42. Співавтори: Данік О. В., Дакі О. А., Коломієць О.М.
- Проектная деятельность в формировании профессиональной компетентности будущих судоводителей. // Сборник научных докладов «Взаимодействие на преподавателя и студента в условиях на университетского образования: традиции и инновации., 2018
- Основи управління інноваційною діяльністю у сучасному закладі вищої освіти. // Придунайський регіональний науково-практичний семінар «Інновації в науково-педагогічній діяльності» (20-21 вересня 2018 р.)
- Професійна підготовка майбутніх фахівців водного транспорту до конкурентоздатності на ринку. // ІІ Міжнародна науково-практична конференція «Професійна освіта в умовах сталого розвитку суспільства» (8 листопада 2018 р.)
- Педагогическое взаимодействие преподавателя со студентами в современной интернет-среде: проблемный анализ. // Асоциация на професорите  от славянските страни (АПСС), 2019 р.  – Габрово, Издательство «ЕКС-ПРЕС» 2019. – С. 329–335  ISBN 978-954-490-643-6
- Використання інноваційних технологій в транспортних перевезеннях на водному транспорті. // ХІІ Всеукраїнська науково-практична конференція «Проблеми сучасного управління: економічні, екологічні, політико-правові, історичні, культурні, ментальні аспекти
- Соціально-економічні та гуманітарні аспекти світових інноваційних трансформацій. // ІІ Міжнародна науково-практична конференція
- Управлінська компетентність керівників закладів вищої освіти у контексті новітньої освітньої парадигми. // ХІІІ науково-практична конференція «Науково-методичне забезпечення професійної освіти і навчання
- Перехід планетарної цивілізації від телурократії до таласократії. // Матеріали ІХ міжнародної науково-практичної конференції «Діалектичнні та практичні питання перспектив розвитку правової науки в сучасних умовах
- Готовність викладачів закладів вищої освіти до інноваційної-професійної діяльності. // Всеукраїнська науково-практичної конференції, «Інновації в науково-педагогічній та інформаційній діяльність
- Определение опасности навигационных ситуаций для повышения эффективности управления судами в зонах интенсивного судоходства. Збірник матеріалів міжнародної науково-практичної конференції «Водний транспорт: сучасний стан та перспективи розвитку» 16-17 травня 2019 року. Співавтори: Тимощук Е.Н. Масик И.П.
- Дослідження динамічної завантаженості контейнера, розміщеного на вагоні-платформі при перевезені залізничним поромом. // VI Міжнародна конференція Актуальні проблеми інженерної механіки 20-24 травня 2019. Співавтори: Ловська А.О. Фомін О.В. Скок П.О.
- Обґрунтування доцільності викладання економічних дисциплін студентам технічних спеціальностей. II Міжнародна науково-практична морська конференція кафедри СЕУ і ТЕ Одеського національного морського університету (MPP&O-2020 (Marine Power Plants and Operation), квітень 2020). Одеський національний морський університет. Одеса, 2020. С. 347-353. Співавтори:  Ковбатюк М.В., Шевчук В.О.

Навчально-методичні посібники
- Навчально-методичний посібник для самостійної роботи студентів з дисципліни «Основи економічних знань для інженерів флоту». К.: ДУІТ, 2020. 85 с. Співавтори:  Шевчук В.О.
- Морське перевезення небезпечних вантажів. Методич-ний посібник. Вид. 3-є, доповнене та перероблене. Миколаїв: Друкарня «Барви України», 2011. – 154 с. Співавтори: Панін В.В., Носовський А.М., Корніецький О.В., Носенко В.М.
- Історія української культури. Навчально-методичний посібник для студентів денної форми навчання усіх спеціальностей	посібник. К.: КДАВТ, 2012. – 72 с.
- Релігієзнавство. Навчально-методичний посібник для студентів денної форми навчання усіх спеціальностей. К.: КДАВТ, 2012. – 107 с.
- Філософія. Навчально-методичний посібник для студентів денної форми навчання усіх спеціальностей. К.: КДАВТ, 2012. – 104 с.
- Історія України та української культури. Навчально-методичний посібник для студентів – К.: ЦП «Компринт», 2019. – 54 с. Співавтори: Панін В.В. Вознюк Ю.С.

Методичні вказівки та рекомендації
- Горбань А.В., Ковбатюк М.В. Методичні рекомендації до виконання курсових робіт з дисципліни «Економічний аналіз» для студентів спеціальності 051 «Економіка» денної та заочної форми навчання. К.: ДУІТ, 2018. 48 с.

Патенти
- Патент на корисну модель № 138162 «Вагон-платформа» Співавтори: Фомин О.В., Скляренко І.Ю. Прокопенко П.М.

Номер заявки u 2019 03964 від 16.04.2019
- Патент на корисну модель «Спосіб покращення керованості залізничного транспортного засобу в кривих ділянках колії»

Співавтори: Сапронова С.Ю.; Ткаченко В.П.,  Зуб Є.П.  Малюк С.В.
Номер заявки u 202006038 від 21.09.2020
Свідоцтва про реєстрацію авторського права на твір
- Свідоцтво про реєстрацію авторського права на твір № 54373 від 03.04.2014 Комп’ютерна програма «Система управления судовой енергетической установкой. Алгоритм тренажера ДАУ ГД и математическая модель ГД в составе Морского тренажерного обучающего комплекса» Співавтори: Панін В,В., Носовський А.М., Корнієцький О.В., Чуйко О.О.
- Свідоцтво про реєстрацію авторського права на твір № 58712 від 19.02.2015 Комп’ютерна програма «Морський тренажерний навчальний комплекс» Співавтори: Панін В,В., Носовський А.М., Корнієцький О.В., Чуйко О.О.
- Свідоцтво про реєстрацію авторського права на твір № 64047 від 12.02.2016 Комп’ютерна програма «Автоматизація набору іноземців у ВНЗ» Співавтори: Панін В,В., Носовський А.М., Крижановський А.С., Марчук Є.В.
- Свідоцтво про реєстрацію авторського права на твір № 86003 від 19.02.2019 Навчально-методичний комплекс «Історія розвитку суднових енергетичних комплексів» Співавтори: Панін В.В., Вознюк Ю.С.